# The Medium (película)
The Medium (en tailandés: ร่างทรง Sonó Song y en coreano: 랑종 Rangjong) es una película de terror sobrenatural de 2021 dirigida por Banjong Pisanthanakun y producida por Na Hong-jin. Es una coproducción de la surcoreana Showbox y la tailandesa GDH 559. Se estrenó en el 25.º Festival Internacional de Cine Fantástico de Bucheon el 11 de julio de 2021. Fue estrenada en cines en Corea del Sur el 14 de julio de 2021.
Premiada como mejor largometraje en el 25.º Festival Internacional de Cine Fantástico de Bucheon, también recibió el premio Bucheon Choice Award a la mejor película. En taquilla, según los datos del Korean Film Council, ocupa el duodécimo puesto entre todas las películas estrenadas en 2021 en Corea del Sur, con ingresos brutos de US $ 7,36 millones y 830,068 entradas al 15 de agosto de 2021. Con esas cifras se ubica como la cuarta película coreana más taquillera de 2021.

## Argumento
La película se presenta en forma de metraje encontrado, basándose en el material de un grupo de documentalistas tailandeses que viajan a la parte noreste del país, Isan, quienes quieren contar "una historia del chamanismo en Tailandia". En esta localidad rural, registrarán la vida cotidiana de una médium espiritual de la localidad, Nim Tonvali, quien relata estar poseída por el espíritu de la Diosa Bayan, una deidad local a la que los aldeanos rinden culto e invocan en rituales de protección. En su entrevista, ella cuenta que Bayan es una deidad ancestral y que, durante generaciones, ha poseído a las mujeres de su familia, como su abuela. Tras el fallecimiento de la abuela, Nim relata que el espíritu de Bayan se trasladó a su tía y luego a su hermana, Noi. Sin embargo, Noi no quiso ser médium y se convirtió al cristianismo. El espíritu de Bayan se trasladó entonces a Nim y ha estado con ella desde entonces. Nim también relata que el proceso de ser poseída espiritualmente por la diosa Bayan es tortuoso, y que si la potencial médium rechaza esta presencia, sufrirá de terribles dolores y malestares. Inclusive, se podría ver tentada al suicidio para "terminar con todo" (y les muestra a los documentalistas cicatrices de cortes en sus muñecas). Sin embargo, al ceder y aceptar la posesión de la Diosa, ésta actuará a través de ella, concediéndole el poder de tratar los llamados "síntomas sobrenaturales", curar el mal de ojo, interpretar sueños, etc. 
El equipo de filmación acompaña a Nim al velorio de su cuñado recién fallecido, Wiroj Yashantia. La médium cuenta que la familia del esposo de su hermana Noi se ha visto aquejada por terribles desgracias. El abuelo patriarca fue asesinado, la fábrica del padre quebró y se incendió, el marido de Noi, Wiroj, falleció de cáncer y su primogénito, Mac, murió en un accidente de motocicleta. A Noi sólo le queda una hija, Mink, quien trabaja en una agencia de empleo, suele ir a la iglesia con su madre y participa en obras comunitarias con un carácter dulce y amable. Sin embargo, la familia y los amigos de Mink, así como el equipo del documental, empiezan a notar que la joven muestra comportamientos extraños y aparentes personalidades múltiples, al como actuar a veces como una niña pequeña, un anciano, un borracho y una prostituta. El equipo de filmación se dedica ahora a seguir a Mink, mientras su salud física y mental se degrada rápidamente. Ella empieza a tener sueños extraños, a oír voces en su cabeza, sufrir de fuertes dolores y hemorragias y termina siendo despedida del trabajo después de que su jefe revisa las cintas de seguridad y la descubre teniendo relaciones sexuales con múltiples hombres, usando la oficina por las noches para sus encuentros. 
Mink deja de trabajar, de bañarse y de comer, y entra en una especie de trance; luego reacciona muy violentamente, hasta que sufre una especie de brote psicótico, e intenta suicidarse. Posteriormente, ataca a su madre y huye de casa. Su familia la busca desesperadamente por varias semanas, sin éxito. Noi entonces le pide a Nim que realice un ritual especial para trasladar el espíritu de la Diosa Bayan a su hija, ya que Noi cree que Bayan está castigándola por sus pecados pasados al rechazar su culto. Sin embargo, Nim sospecha que el espíritu que posee a su sobrina no es Bayan sino algo más, algo de naturaleza muy malvada. Nim inicialmente acude a un adoratorio de Bayan y percibe que una presencia sobrenatural trata de poseer a Mink para provocar su muerte. Descubre que la chica tuvo una relación incestuosa con su difunto hermano, Mac y concluye que éste está detrás de su enfermedad. Entonces, descubre que Mac no murió en un accidente de motocicleta, sino que se suicidó colgándose de un árbol, pues la culpa de su relación prohibida lo atormentaba. Nim procede a efectuar un ritual, en el lugar del suicidio, el cual dura varios días y noches, en el que convencerá al espíritu del difunto Mac de dejar en paz a su hermana. Tras el fracaso de la ceremonia, se da cuenta de que tampoco se trata del espíritu de Mac, y obtiene una premonición que le indica el lugar donde se encuentra Mink, el viejo edificio de la fábrica de la familia de Wiroj, que tras el incendio se encuentra abandonado. Rescatan a la chica y su familia la lleva a un hospital, donde no pueden encontrar una explicación a sus síntomas.
Nim sube a la montaña para rezar, pero descubre que alguien ha decapitado la estatua de la Diosa Bayan, una señal de profanación a un ídolo sagrado. Nim entonces acude a pedir ayuda a Santi, un amigo chamán, quien le dice que Mink no está poseída sólo por un espíritu, sino por "cientos de espíritus malignos". Resulta que son los espíritus vengativos de las personas que los antepasados de la familia de Wiroj (los Yashantia) habían masacrado y que, mediante una maldición, reclaman la vida de la chica como sacrificio. Durante seis días, se harán los preparativos para el exorcismo. Nim, Santi y un equipo de asistentes preparan materiales para el ritual de liberación, rezan y se purifican. Mientras tanto, el equipo de filmación coloca cámaras en la casa familiar, donde Mink permanece en su habitación; sin embargo, durante las noches, mientras la familia duerme, la chica exhibe comportamientos aberrantes, que se van agravando cada noche; empieza causando desorden en la casa, orinándose en la sala, hasta que mata al perro de la familia y se lo come. La noche previa al exorcismo, Mink secuestra a su primo Pong, un bebé y escapa al campo. Sus familiares salen en su persecución y encuentran al bebé tirado en un sembradío, mientras que la joven está en un estado muy violento y ataca a su tío Manit, por lo que es encerrada en su habitación.
Al día siguiente, Noi acude a la casa de Nim, sólo para descubrir que su altar a Bayan está destruido y encontrarla muerta en su cama. Su cuerpo es incinerado de forma inmediata, mientras el chamán y sus alumnos terminan con los preparativos del ritual para exorcizar todos los espíritus malignos del cuerpo de Mink, el cual se realizará en el mismo edificio abandonado donde fue encontrada la vez que escapó. El ritual incluye rezos, ceremonias de invocación y sacrificios animales. Sin embargo, el ritual fracasa porque los demonios consiguen engañar a Pang, la tía de Mink, quien en un estado de histeria, rompiera los sellos de papel talismán de yantra que habrían de mantener a raya a los espíritus. La joven poseída ataca a sus familiares e incluso canibaliza al bebé Pong. Se desata el caos cuando los espíritus comienzan a poseer y matar al chamán y a sus estudiantes, así como a todos los presentes en la ceremonia, incluido el equipo del documental. La película termina con Mink quemando viva a su madre, mientras la última cámara muestra un muñeco vudú con una etiqueta que tiene el apellido de la familia Yashantia. 
Una escena a mitad de los créditos ocurre durante el día previo a la muerte de Nim, mientras ella se preparaba para el ritual; al ser entrevistada, de repente sufre una crisis de fe, donde muy angustiada, confiesa estar cuestionándose si todo lo que cree saber es realmente cierto.

## Elenco
- Narilya Gulmongkolpech como Mink, una joven que es poseída por un ente sobrenatural.
- Sawanee Utoomma como Nim, una mujer chamán / médium.
- Sirani Yankittikan como Noi, madre de Mink y hermana de Nim.
- Yasaka Chaisorn como Manit, hermano de Nim y Noi, y tío de Mink.
- Boonsong Nakphoo como Santi, un curandero local que ayudará a Nim con el exorcismo.

## Producción
Su rodaje fue realizado en la región de Isan en Tailandia.
Fue anunciada en febrero de 2021, y se programó su estreno para julio de 2021 en Corea del Sur.

## Distribución
The Medium fue vendida por Finecut para el próximo European Film Market y los derechos de la película ya han sido adquiridos por The Jokers para su futuro lanzamiento en Francia, y por Koch Films para territorios de habla alemana. Se están finalizando los acuerdos de distribución a países de habla inglesa.
En Asia, ha sido licenciada a Edko Films para Macao y Hong Kong, MovieCloud para Taiwán, Synca Creations para Japón, a Encore Films para Malasia e Indonesia, Golden Village para Singapur, M Pictures para Camboya y Laos y Lumix Media para Vietnam.
En México, será distribuida por Cine Caníbal.

## Recepción

### Crítica
Jo Yeon-kyung de JTBC Entertainment News calificó la película con 4 de 5 estrellas y escribió que la película tiene una narrativa densa, y las secuencias de adoración y las escenas de exorcismo se combinan con la cultura única de Tailandia para generar novedad. Al describir las partes terroríficas de la película, Yeon-kyung escribió: Lo más aterrador es que cuanto más te acercas al final, más te acostumbras a la enorme escena que se desarrolla ante tus ojos. Por supuesto, el nivel de comprensión e impacto puede variar según el público individual".
Para The TeddyBare, The Medium es "una de las brillantes obras maestras del terror moderno". Pero lo que el público pueda soportar depende de su perspectiva y de su estómago para el horror y el gore. Para los que puedan soportarla, es una película muy recomendable.
Choi Young-joo, de CBS No Cut News, escribió que la película, dirigida en forma de metraje encontrado, tiene carácter de documental. Escribe sobre las creencias chamánicas de la región de Isan, según las cuales no sólo los seres humanos sino también todo lo que hay en la naturaleza tiene alma. Cualquier acción cometida por los antepasados se convertía en una maldición y pasaba a la posteridad, en el contexto de la película es el personaje Ming. Young-joo con respecto a esa creencia escribió: "The Medium es una película que te hace experimentar con todo tu cuerpo que hay películas de terror porque hay seres humanos".
Para el portal de BlogHorror, The Medium "es un film folk-horror que utiliza inteligentemente las artes esotéricas de la región para dar vida a un film sobre posesiones que logra su cometido, con una buena dirección que sabe lo que está haciendo y cuales son los elementos que pueden dar miedo, en un contexto de gente de pocos recursos que suele ser más receptiva a este tipo de artes místicas. No es perfecta ni es brillante, pero tiene momentos que valen la pena ver como cinéfilo del horror".

## Reconocimientos
| Año  | Premio               | Categoría      | Nominado   | Resultado | Ref.  |
| ---- | -------------------- | -------------- | ---------- | --------- | ----- |
| 2021 | Bucheon Choice Award | Mejor película | The Medium | Ganador   | [ 4 ] |